# Uniwersytet Techniczny w Eindhoven
Uniwersytet Techniczny w Eindhoven (niderl. Technische Universiteit Eindhoven TU/e) – publiczna holenderska uczelnia techniczna funkcjonująca w Eindhoven od 1956 roku.

## Historia
Uczelnia została założona 23 czerwca 1956 roku jako Technische Hogeschool Eindhoven (THE), natomiast pierwszy rok akademicki rozpoczął się 19 września 1957 roku. Uczelnia została oficjalnie otwarta przez Królową Julianę. 1 września 1986 roku zmieniono nazwę placówki na obecną.

## Rektorzy
1956 – 1961:	prof. H. B. Dorgelo
1961 – 1968:	prof. K. Posthumus
1968 – 1971:	prof. M. Trier
1971 – 1976:	prof. G. Vossers
1976 – 1979:	prof. P. van der Leeden
1979 – 1982:	prof. J. Erkelens
1982 – 1985:	prof. S. T. M. Ackermans
1985 – 1989:	prof. F. M. Hooge
1989 – 1991:	prof. M. Tels
1991 – 1996:	prof. J. H. van Lint
1996 – 2001:	prof. M. Rem
2001 – 2005:	prof. R. A. van Santen
2005 – ?	    prof. C. J. van Duijn

## Znani absolwenci i wykładowcy
- Camiel Eurlings – polityk,
- Kees Schouhamer Immink – współwynalazca płyty CD, DVD i Blu-Ray,
- Edsger Dijkstra – pionier informatyki,
- Archer Martin – laureat nagrody Nobla w dziedzinie chemii w 1952 roku